# Dieter Frank
Dieter Frank (* 21. Mai 1941) ist ein deutscher Komponist und Filmproduzent.

## Leben und Werk
Frank trat im November 1968 in die Bavaria Film GmbH ein. Dort wurde er im Jahre 1977 Geschäftsführer des Bavaria Kopierwerks und 1980 zusätzlich Gründungsgeschäftsführer der EuroVideo Bildprogramm GmbH. Im Jahre 1993 wurde er zum Geschäftsführer der Bavaria Film ernannt. Seitdem führte er das Unternehmen gemeinsam mit Günter Rohrbach (bis 1994), Thilo Kleine (1994–2005) und Matthias Esche (seit 2006). Im Jahr 2008 trat er in den Ruhestand.
Im Film Asterix und die Wikinger war er als Koproduzent tätig.
Frank wurde 2006 mit dem Bayerischen Verdienstorden ausgezeichnet.
Er ist Autor der Monographien Erbschaftsteuer und Unternehmung und Golf – Zwölf Liebeserklärungen.
Frank war von 2000 bis 2018 Präsident des renommierten Golfclubs München-Riedhof und ist danach Ehrenpräsident.

## Filmografie
- 1989: Laser Mission (mit Brandon Lee)
- 1990: River of Diamonds
- 1999: Asterix & Obelix gegen Caesar
- 2004: Spaceman Dan’s 243rd Flight
- 2006: Smoke